# ユーロクロス
ユーロクロスは、外国為替証拠金取引における通貨ペアの内、ユーロと、米ドル以外の通貨のペア。ユーロと米ドルのペア（ユーロドル）はドルストレートと呼ばれる。

## 概要
現在、国際的に取引される通貨や原油の代金はほぼ米ドルで支払われている。この為、ユーロと米ドル以外の通貨を取引する際には、ユーロで米ドルを購入し、米ドルで目的の通貨を購入する事になる。この為、それぞれのドルストレートのレートを掛け合わせる事でユーロクロスのレートを算出する。ちなみに、現在の米ドルのように国際的な取引の支払いに広く利用される通貨を基軸通貨という。(詳細は「基軸通貨」参照)

## レートの算出
異なる二つのドルストレートを掛け合わせる。ユーロクロス以外のクロスレートを算出する場合も同様である。具体例としては、ユーロドルをポンドドルで割り算することでユーロポンドが求められる。
【EUR/GBPの算出例、EUR/USD=$1.5000, GBP/USD=$2.0000の場合】
```
  EUR/GBP = EUR/USD / GBP/USD
￡0.75000 = $1.5000 / $2.0000
```

このように、ユーロクロス通貨レートの計算式にはユーロドル(EUR/USD)が組み込まれており、ユーロクロス通貨はユーロドル相場の上下にある程度連動する。ただ、ユーロポンド(EUR/GBP)やユーロスイスフラン(EUR/CHF)のように流動性が比較的高いユーロクロスは、特にロンドン市場において逆にユーロドル相場に影響を与えたりもする。これは、東京市場におけるユーロ円(EUR/JPY)についても言えることである。つまり、ユーロドル・ユーロポンド・ユーロ円・(まれだが)ユーロスイスフランは相互に影響しあっており、ユーロクロス通貨ペアやユーロドルを取引する場合は、これらの通貨ペア全体の動向にも注意しておいた方が良いと思われる。

## 通貨ペアの例
- ユーロ円 (EUR/JPY) (クロス円でもある)
- ユーロイギリスポンド (EUR/GBP)
- ユーロスイスフラン (EUR/CHF)
- ユーロカナダドル (EUR/CAD)
- ユーロオーストラリアドル (EUR/AUD)